# Eishockey-Weltmeisterschaft 2025
Die 88. Eishockey-Weltmeisterschaft der Herren 2025 findet 2025 in Schweden und Dänemark statt. Das Turnier wurde beim jährlichen Kongress der Internationalen Eishockey-Föderation während der Weltmeisterschaft 2019 in der Slowakei vergeben. Schweden war zuletzt 2013 gemeinsam mit Finnland Gastgeber einer Weltmeisterschaft. Dänemark war Gastgeber der Weltmeisterschaft 2018.
Die 49. Eishockey-Weltmeisterschaft der U20-Junioren fand vom 26. Dezember 2024 bis zum 5. Januar 2025 in den Vereinigten Staaten statt.
Die 23. Eishockey-Weltmeisterschaft der Frauen, die 26. Eishockey-Weltmeisterschaft der U18-Junioren und die 17. Eishockey-Weltmeisterschaft der U18-Juniorinnen sollen ebenfalls stattfinden.